# لیلی کینگ

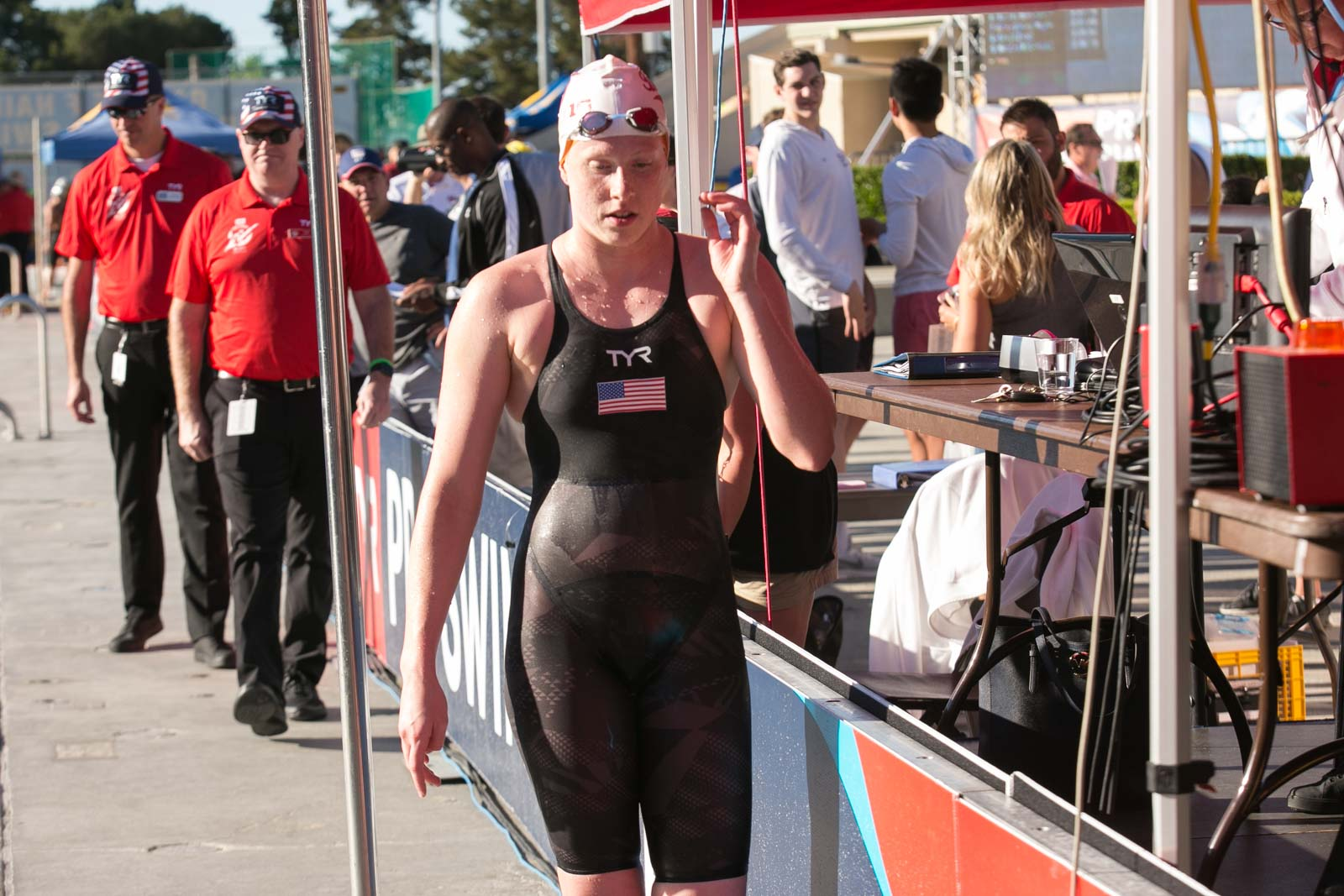
لیلی کینگ - ۲۰۱۸

لیلی کینگ (انگلیسی: Lilly King؛ زادهٔ ۱۰ فوریهٔ ۱۹۹۷) یک شناگر اهل ایالات متحده آمریکا است.
وی در مسابقات کشوری و بین‌المللی در مجموع برنده‌ی ۱۰ مدال طلا شده‌است.